# رابطة علماء الشريعة لدول مجلس التعاون الخليجي
رابطة علماء الشريعة في دول مجلس التعاون الخليجي هي مؤسسة خليجية تضم ما يزيد على مائتي عالم في الشريعة في دول مجلس التعاون الخليجي تأسست في عام 2008 في البحرين مقرها الرئيسي وأعضائها من علماء الشريعة في جميع دول مجلس التعاون الخليجي، من أهدافها التقريب بين العلماء في وجهات نظرهم لإصدار بحوث شرعية فيما يهم دول الخليج بشكل خاص والعالم العربي والإسلامي بشكل عام ورعاية برامج وأنشطة العلماء من خلال نشرها وإيصالها للجمهور العام في العالم الإسلامي وتصدير الفتاوى وإعطاء وجهة النظر الشرعية للأحداث المستجدة في الخليج والعالم العربي.

## النشأة
فكرة الرابطة موجودة قديماً في جميع دول الخليج تقريباً وخاصة الكويت وقد وضع نظام أساسي لمثل هذه الرابطة على مستوى العلماء في الكويت وعلى مستوى العلماء في الخليج من بداية السبعينات وكذلك في الإمارات وفي السعودية، وفي الفترة الأخيرة تهيأت الظروف والأحوال لإقامة الرابطة خاصة بعد إقامة مؤسسات وجمعيات وروابط واتحادات للعلماء في دول شتى والتي تجمع العلماء في البلدان المختلفة في العالم العربي والإسلامي فهناك الاتحاد العالمي لعلماء المسلمين الذي يجمع علماء المسلمين في العالم كله والرابطة أول تجمع للعلماء على مستوى إقليم الخليج العربي في دول مجلس التعاون الخليجي.
البداية كانت لهؤلاء العدد الذي يربو على 200 عالم وطالب علم من أعضاء الرابطة، تواصل هؤلاء مع طلبة العلم الآخرين كل في بلده الآن بدأ على مستوى الكويت وعلى مستوى البحرين والإمارات، هؤلاء أعضاء الرابطة في هذه البلدان هم بأنفسهم كونوا لهم لجاناً أيضاً في تلك البلدان يقومون بأدوراهم في بلدانهم ويتواصلون مع طلبة العلم الآخرين ويمكن أن يسجلوا أيضاً عضوية مفتوحة يسجلوا في الرابطة ويؤدوا دورهم.

## التمويل والدعم
الدعم الأولي للرابطة كان من اشتراكات أعضائها ثم بعد ذلك من الجهات التي تعنى ويهمها رأي العلماء والفقهاء واجتماعهم ليؤدوا دوراً في ترشيد واقع الأمة وأيضاً وزارات الشؤون الإسلامية والأوقاف والمؤسسات الدعوية الموجودة في الدول المختلفة كما أن هناك تمويل لبرامج الرابطة سواء كان مؤتمراتها، اجتماعاتها، أدواتها البحثية، موقعها الإلكتروني، رحلات العلماء، برامجهم هناك مؤسسات تدعم هذه البرامج.

## عضوية الرابطة
من شروط العضوية في الرابطة أن يكون من مواطني مجلس التعاون الخليجي وأن يكون حاصلاً على مؤهل شرعي في العلوم الشرعية والإسلامية وأن يكون عمره في حدود الثلاثين سنة وأن يكون حسن السيرة والسلوك ومعروف لعلماء الشريعة حاله. ففي أصل النظام الأساسي للرابطة ينص على أن يكون العضو من مواطني دول الخليج العربي وهذه العضوية العادية وهناك عضوية فخرية، وهناك عضوية منتسبة لها حقوق معينة، وبحكم أن الرابطة مقرها البحرين ومرخصة من قبل الجهات الرسمية الموجودة في البحرين عن طريق وزارة الشؤون الاجتماعية وعن طريق متواصل مع وزارة الشؤون الإسلامية فهي تخضع أيضاً لأنظمة وقوانين المؤسسات ذات هذه الطبيعة وهي تشترط في حال كونها من مجلس التعاون أن يكون من مواطنيها.